# Schlagton
Der Schlagton ist ein wahrgenommener Tonhöheneindruck. Mit ihm wird die Tonhöhe einer Glocke benannt, daher wird in der Campanologie vermehrt die neuere Bezeichnung Nominal oder Nennton verwendet.
Der Schlagton ist im Klangspektrum einer Glocke in der Regel nicht als physikalisch messbare Einzelfrequenz vorhanden, sondern wird vom menschlichen Gehör aus dem Zusammenklang derjenigen Teiltöne einer Glocke gebildet, die der Obertonreihe entsprechen (Residualton).
Die Auffassung des Schlagtons als eines Residualtons ist weit verbreitet, aber umstritten. 
Rieländer stellt nämlich fest, „dass der Schlagton auch in großer Entfernung deutlich wahrnehmbar ist: Hier sind aber aufgrund von Dämpfungserscheinungen die hochfrequenten Signalanteile mit Sicherheit nicht mehr hörbar“, sodass das Gehör auch keinen Residualton daraus erzeugen kann. Der fernab wahrgenommene Ton ist also kein Residualton.

## Alternative Definition
Price definiert den Schlagton etwas anders. Er geht vom Klangspektrum einer realen (ungestimmten) Glocke aus. Der tiefste Teilton ist die Unteroktave, (Suboktave ‚Unterton‘). Der zweite Teilton, die Prime (engl. „fundamental“: ‚Fundamentalton‘), liegt ungefähr eine Oktave über der Unteroktave und bestimmt den Tonhöheneindruck der Glocke auch in großer Entfernung. Ungefähr eine Oktave höher liegt die Oberoktave(‚Oktave‘, engl. „nominal“: ‚Nominalton‘), die den Tonhöheneindruck mitbestimmt.

Alle drei Teiltöne sind keine Eigenfrequenzen der Glocke, aber reale Töne mit messbaren Schallpegeln.
Bei einigen dieser realen Glocken hört ein scharfes Ohr („a keen ear“) aber nun einen zweiten Ton dicht neben der Prime und zwar genau im Oktavabstand zur Oberoktave. Diesen Zweitton definiert Price als den „German ‚Schlagton‘“ und beschreibt ihn als Residualton. 
Durch Glockenguss und nachträgliche Stimmung kann erreicht werden, dass der „Fundamentalton“ (Prime) mit einem vorher wahrnehmbaren Residualton zusammenfällt und ihn damit eliminiert(!) („thus eliminating an obvious strike note“). Dies ist bei den meisten Kirchenglocken („Oktavglocken“) der Fall. Es gibt aber Glocken mit wahrnehmbarem Residualton, etwa die heutigen „Bow Bells“ in der Londoner „Bow Church“ (St Mary-le-Bow).
Nebenschlagtöne erwähnt Price nicht.

## Benennung der Teiltöne
In der Campanologie hat sich die Benennung der Teiltöne nach der heutigen Standardglocke, der reinen Oktavglocke, etabliert. Ausgehend vom tiefsten Teilton, dem Unterton (bei der Oktavglocke eine Oktave unter dem Schlagton), folgen die höheren Teiltöne, die mit dem Namen des Intervalls bezeichnet werden, um das sie oberhalb des Schlagtons liegen:
- Prime (gleiche Höhe wie der Schlagton)
- Terz
- Quinte
- Oktave etc.

Bei alten Glocken bleibt diese Terminologie erhalten, obwohl manche der Teiltöne nicht mit dem sie bezeichnenden Intervall übereinstimmen. So kann beispielsweise die Quinte zur Quarte vertieft sein, oder die Prime um bis zu einen Ganzton vom Schlagton abweichen. Toleranzgrenzen für diese Abweichungen bei neuen Glocken werden in den Limburger Richtlinien von 1951 definiert, einer Übereinkunft zwischen dem Beratungsausschuß für das deutsche Glockenwesen und dem Verband deutscher Glockengießer.
Die für Glocken typischen Abweichungen von den Tönen der gleichstufig temperierten Stimmung werden in Sechzehnteln eines Halbtones angegeben. Bezugston ist a1 = 435 Hz.

## Obertonreihe
Nur jene Teiltöne der Glocke, deren Frequenzen in etwa eine Obertonreihe aus ganzzahligen Vielfachen eines nicht vorhandenen, nur gehörmäßig erfassbaren Grundtons bilden, also:
- Oktave (doppelte Frequenz)
- Duodezime (dreifache Frequenz)
- Doppeloktave (vierfache Frequenz) usw.,[10]

tragen zur Bildung des Schlagtons als gerade dieses Grundtons bei. Sie werden auch als Schlagtonbildner bezeichnet.
Die Frequenzverhältnisse der Obertöne müssen nicht ganz exakt sein, um einen deutlich ausgeprägten Schlagton zu bilden. Wenn sie allerdings untereinander zu stark verstimmt sind, wie z. B. bei manchen Bienenkorb- und Zuckerhutglocken, wird kein eindeutiger Schlagton wahrgenommen.

## Schlagton bei kleinen Glocken
Bei sehr kleinen Glocken liegen die sonst schlagtonbildenden Teiltöne in einem Frequenzbereich, für den das Gehör wenig empfindlich ist, während die tiefsten Teiltöne in einem günstigeren Bereich liegen und besser hörbar sind. Für kleine Glocken wird daher ein Schlagton aus Unterton, Prime und Oktave wahrgenommen, der im Bereich des Untertons liegt, also etwa eine Oktave tiefer als gewöhnlich.

## Schlagton bei großen Glocken
Nebenschlagtöne sind ebenfalls Residualtöne, die aus anderen Teiltönen der Glocke gebildet werden.
Der wichtigste davon ist der Quart-Nebenschlagton, der etwa eine Quarte über dem Schlagton liegt, manchmal auch nur etwa eine große Terz. Gebildet wird er aus den Teiltönen
- Undezime (doppelte Frequenz)
- Doppeloktave (dreifache Frequenz) sowie
- weiteren höheren Teiltönen.

Dieser Nebenschlagton tritt besonders bei großen und tiefen Glocken auf, da bei ihnen die hohen Teiltöne, die zur Residualtonbildung beitragen, in einem Frequenzbereich liegen, für die das Gehör besonders empfindlich ist.

## Berechnung
Die Schlagtonerrechnung nach J. F. Schouten gilt heute als veraltet, weil sie weder die Teiltonamplituden noch die Physiologie des menschlichen Ohres berücksichtigt. In erster Näherung liegt der Schlagton aber fast immer – ausgenommen bei sehr kleinen Glocken – im Oktavabstand unter dem Teilton Oktave (Regel von Rayleigh).